# Sonata da chiesa
Pour les articles homonymes, voir Chiesa.
Une sonata da chiesa (sonate d'église) est une œuvre instrumentale, comportant trois ou quatre mouvements - voire plus, en usage aux XVIIe et XVIIIe siècles. C'est l'une des formes importantes de la période dite « baroque » de la musique. Son nom la distingue de la sonata da camera (sonate de chambre) : leurs caractères musicaux respectifs les destinaient à une exécution dans des lieux et pour des circonstances différentes, même si les formes présentent des similitudes certaines.

## Forme et histoire
La structure en quatre mouvements s’enchaîne généralement ainsi : lent – vif – lent – vif. Le second mouvement était généralement un allegro fugué, et les troisième et quatrième des mouvements de forme binaire rappelant la sarabande et la gigue de la suite.
Malgré le nom, il ne s’agit pas vraiment de musique religieuse, mais plutôt de musique destinée à une exécution dans une église (courante à l'époque), que ce soit dans le cadre de cérémonies ou pour le concert : il s’agit cependant de respecter le lieu consacré par une musique dont le caractère profane ne soit pas marqué.
Le genre se développe au milieu du XVIIe siècle avec des compositeurs italiens tels que Giovanni Legrenzi, Maurizio Cazzati, ainsi qu'Alessandro Stradella, Carlo Ambrogio Lonati et bien d'autres.
Le principal compositeur de sonata da chiesa est Arcangelo Corelli, car c'est lui qui donne définitivement la forme. Parmi ses œuvres de cette forme figurent les 24 sonates de l’opus 1 (1681) et 3, la première partie soit les six premières sonates de l'opus 5, ainsi que les 8 premiers concerti grossi de l’opus 6. Presque tous les compositeurs italiens illustrent le genre. Comme exemples: Giovanni Battista Bassani (il en composa 12 vers 1710), Tomaso Albinoni (op. 1 et op. 4), Antonio Caldara (op. 1 et op. 2).
Georg Friedrich Haendel a composé également des pièces de cette forme, et notamment les 6 sonates en trio de son opus 2, dont la date de composition se situerait aux alentours de 1710 : on sait que pendant son séjour en Italie, il a longuement fréquenté Corelli.
Parmi l’œuvre pour violon solo (Sonates et partitas) de Johann Sebastian Bach, les trois sonates revêtent la forme de la sonata da chiesa : il en est de même pour les cinq premières de ses six sonates pour violon et clavecin et pour les deux premières de ses trois sonates pour viole da gambe et clavecin.
Elles sont passées de mode du temps de Joseph Haydn, ou de Wolfgang Amadeus Mozart (17 sonates), même si ceux-ci composent des œuvres qui relèvent de ce genre musical.